# Centroscyllium fabricii
Il pescecane nero (Centroscyllium fabricii (Reinhardt, 1825)) è una specie di squalo della famiglia degli Etmopteridi; questa creatura abissale è molto numerosa.

## Distribuzione
Vive nell'Atlantico occidentale, dalla Carolina del Nord alla Groenlandia, e in quello orientale, dall'Islanda al Sudafrica. Nella parte occidentale dell'areale si spinge forse fino alla Florida e al Golfo del Messico.

## Descrizione
Privo di pinna anale, il pescecane nero ha spine scanalate sul dorso, la seconda pinna dorsale più grande della prima, naso arrotondato, occhi grandi, denti a forma di tridente, addome pendulo e una colorazione marrone-nerastra. È dotato di speciali organi luminescenti sparsi sulla pelle con cui attrae le prede: crostacei pelagici, cefalopodi, meduse e, probabilmente, anche pesci ossei. Raggiunge la lunghezza massima di un metro.

## Biologia
Specie molto comune, vive in banchi differenziati forse a seconda dei sessi. Vive a 180-1600 metri di profondità, ma generalmente si incontra a 300 metri. Nella parte più settentrionale dell'areale spesso nuota più vicino alla superficie. La specie è ovovivipara.